# T-ASADA
T-ASADA（ティー あさだ、本名:浅田 敏行（あさだ としゆき）は、日本のダンサー、振付師。有限会社アサダ・カンパニーの代表取締役。

## 来歴
- 1972年にジャニーズJr.3期生としてジャニーズ事務所に入所。
- 1980年、BMCにダンサーとして所属。
- 1985年、ダンシングオフィス西条に入社。1997年2月28日退社。
- 1997年8月8日、有限会社アサダ・カンパニーを設立。

## 活動
- 1998年よりNHK教育テレビの子供番組『天才てれびくん』にて振付師として活躍。以後この番組の振り付け担当としてレギュラー出演。
- 1998年4月-2002年3月、『ひとりでできるもん!』の振り付けを担当。
- 2001年4月-2002年3月、『英語であそぼ』の振り付けを担当。
- 2004年11月、『奇跡体験!アンビリバボー』の振り付けを担当。

### 個人ダンスレッスン
椎名林檎、藤谷美和子、酒井美紀、我那覇美奈、柏原収史など

## その他
T-ASADA DANCE PROJECTというダンススクールを2004年9月に開講。

## 出演（歌の振付入り曲）
- とんねるずのカバチ
- オールナイトフジ
- とんねるずのみなさんのおかげです
- 天才てれびくんシリーズ
- ひとりでできるもん!
- うたっておどろんぱ
- シャキーン!